# 安德烈·莫爾德維切夫
安德烈·尼古拉耶維奇·莫爾德維切夫（羅馬化：Andrey Nikolayevich Mordvichyov，1976年1月14日—），俄羅斯陸軍上將，2025年5月接替奥列格·萨柳科夫成为新一任俄罗斯联邦武装力量陆军司令。

## 生平[4]
莫爾德維切夫1976年1月14日出生于苏联哈萨克斯坦巴甫洛达尔。毕业于新西伯利亚高等合成兵种指挥学校、伏龙芝合成兵种学院和总参谋部军事学院，参加过格鲁吉亚-阿布哈兹冲突和叙利亚军事行动。
2011年4月19日，莫爾德維切夫以上校軍銜擔任第4近衛坦克師指揮官。2013年6月12日，俄羅斯總統弗拉基米爾·普京發佈第556總統令授予莫爾德維切夫少將軍銜。 2014年，其任第28機動步兵旅指揮官。
2017年，莫爾德維切夫擔任南薩哈林斯克衛戍區司令，並以第68集團軍司令身份主持南薩哈林斯克勝利閱兵禮。2018年任中央軍區第41合成集团军第一副司令兼參謀長，指揮新西伯利亞勝利閱兵禮。2021年5月9日，任伏爾加格勒閱兵司令，同時任南部軍區第8近卫合成集团军第一副司令，此前他曾擔任該集團軍的參謀長，後成為集團軍的司令。
2022年，莫爾德維切夫以第8近衛聯合武裝集團軍司令身份參與了2022年俄羅斯入侵烏克蘭。2022年3月16日，莫爾德維切夫身處設置在赫爾松國際機場的第8近衛聯合武裝集團軍指揮中心內，指揮中心被烏克蘭軍隊從尼古拉耶夫發射的炮彈擊中。最早发布消息的白俄罗斯反政府媒体NEXTA，但此消息配图为南部军区副司令之一的阿列克谢·阿夫杰耶夫中将。之后根據烏克蘭總統辦公室主任顧問阿列克谢·阿列斯托维奇聲稱，莫爾德維切夫在炮擊中陣亡。不過除了安德烈·蘇霍維茨基之外，其餘將軍陣亡的消息克里姆林宮均沒有予以確認。
2022年3月28日，莫爾德維切夫出现在车臣部队在马里乌波尔拍摄的视频中当中，并与当日来到马里乌波尔的拉姆赞·卡德罗夫和二十多名士兵共同参与了俄军的作战会议，證明傳言為誤。
2023年2月16日，俄罗斯国防部正式任命了四个军区的新司令官，其中莫爾德維切夫取代亚历山大·拉平被任命為中央军区新司令官。2023年9月7日，晋升为上将。
2024年2月17日，率領中央軍區贏得阿夫迪伊夫卡戰役勝利。同年3月28日，被授予俄羅斯聯邦英雄并颁发金星奖章。
2025年5月16日，莫尔德维切夫上将被任命为陆军总司令，接替下周就满70岁的奧列格·薩柳科夫大将，後者将改任国家安全委员会副秘书，中部军区司令由原第36集团军司令、库尔斯克集群司令瓦列里·索洛丘克上将接任。

## 评价
莫尔德维切夫的下属称，他的主要品质是果断和快速应对情况的能力。他甚至获得了“突破将军”的绰号。车臣总统拉姆赞·卡德罗夫称赞莫尔德维切夫是“最优秀的指挥官”，俄罗斯联邦公眾院主权、爱国项目和退伍军人支持委员会主席弗拉基米尔·罗戈夫称其为“最具决定性的战斗将领之一”。

## 榮譽
- 俄羅斯聯邦英雄[28]
- 二級祖國功勳勳章[5]
- 蘇沃洛夫勳章[5]